# Espectro bipolar
El espectro bipolar según la nomenclatura psiquiátrica, hace referencia a una clase de trastornos del humor que muestran un estado de ánimo tanto anormalmente elevado (manía o hipomanía) como inusualmente bajo (depresión). Estos trastornos van desde el trastorno bipolar I, que presenta episodios maníacos plenamente desarrollados hasta la ciclotimia, pasando por episodios hipomaníacos de menor prominencia o también estados "subsindromales", donde solamente se reúnen algunos de los criterios para diagnosticar la hipomanía. Habitualmente estos trastornos también conllevan episodios depresivos, de gran intensidad en los tipos I y II, que alternan con estados de ánimo patológicamente elevados (maníacos o hipomaníacos) o con episodios mixtos, en los que se presentan síntomas de ambas fases al mismo tiempo. El concepto de espectro bipolar se parece al concepto original de psicosis maníaco-depresiva de Emil Kraepelin.

## Nomenclatura (Detalles)
En 1978 Angst, J., et al introdujeron un sistema de nomenclatura para clasificar de manera más fácil a las personas afectadas dentro del espectro, siguiendo un estudio clínico de la Psychiatric University Clinic de Zürich.
Los puntos en el espectro usan esta nomenclatura denotada por los códigos siguientes:
- 'M' manía severa (manía unipolar)
- 'D' depresión severa (depresión unipolar o depresión mayor)
- 'm' manía menos severa (hipomanía)
- 'd' depresión menos severa (depresión distímica)

Así, 'mD' representa un caso de hipomanía y depresión mayor o, lo que es lo mismo, un trastorno bipolar de tipo II. En ocasiones se establece otra distinción en el orden de las letras, para representar el orden de los episodios, donde el paciente está eutímico (ni depresivo ni maníaco sino en estado estable), interrumpido por episodios de manía seguidos por la depresión ('MD') o viceversa ('DM').